# Магадиновац
Магадиновац је насељено мјесто у Славонији. Припада граду Ораховици, у Вировитичко-подравској жупанији, Република Хрватска.

## Географија
Магадиновац се налази око 9,5 км сјевероисточно од Ораховице.

## Становништво
Према попису становништва из 2011. године, Магадиновац је имао 11 становника.
| Демографија | Демографија | Демографија |
| Година      | Становника  | Становника  |
| ----------- | ----------- | ----------- |
| 1961.       | 29          |             |
| 1971.       | 18          |             |
| 1981.       | 9           |             |
| 1991.       | 9           |             |
| 2001.       | 11          |             |
| 2011.       |             | 11          |